# Бурханізм
Бурханізм — національна релігія алтайців, корінного народу Республіки Алтай у складі Російської федерації. Бурханізм виник під впливом буддизму на початку ХХ століття як національно-релігійний рух, що заперечував старі шаманські традиції та виступав проти російського впливу на корінне населення. Послідовники бурханізму називали його також «білою вірою» на противагу «чорній вірі» шаманів та «жовтій» школі тибетського буддизму.

## Виникнення
У травні 1904 алтайському пастуху Чет-Челпану явилися посланці міфічного Ойрат-хана, які оголосили заповіді нової релігії. Поряд із ритуальними та етичними настановами, серед заповідей бурханізму містилися і ідеї, типові для національних рухів. Бурханісти мали викинути усі російські речі, не товаришувати з росіянами, і називати їх не «орус», а «чичке пут» (тонконогі).
Вісті про посланців швидко поширилися серед алтайців. До усіх родів були послані гінці, які збирали алтайців у долині Теренг для поклоніння Ак-бурхану. Шаманські кумирні були зруйновані, селища спорожніли, і кілька тисяч алтайців місяць перебували у долині, слухаючи проповіді Чет-Челпана та його дочки, а також бурханів (богів чи духів), що, як вони стверджували, являлися їм. Бурханісти очікували на прихід Ойрат-хана, який мав би відродити ойратську державу. Алтайські племена раніше входили до її складу, і запозичили у ті часи у ойратів-калмиків самоназву «ойрот».

## Придушення руху
Національне пробудження алтайців так налякало російських селян, що вони почали озброюватися та грабувати алтайські селища, а імператорський уряд спрямував проти алтайців війська. 21 червня 1904 року військові оточили зібрання алтайців у долині Теренг, а коли ті відмовилися розходитися, війська застосували зброю. У 1906 році відбувся суд над бурханістами, який виправдав Чет-Челпана та його соратників.

## Бурханізм під час визвольних змагань

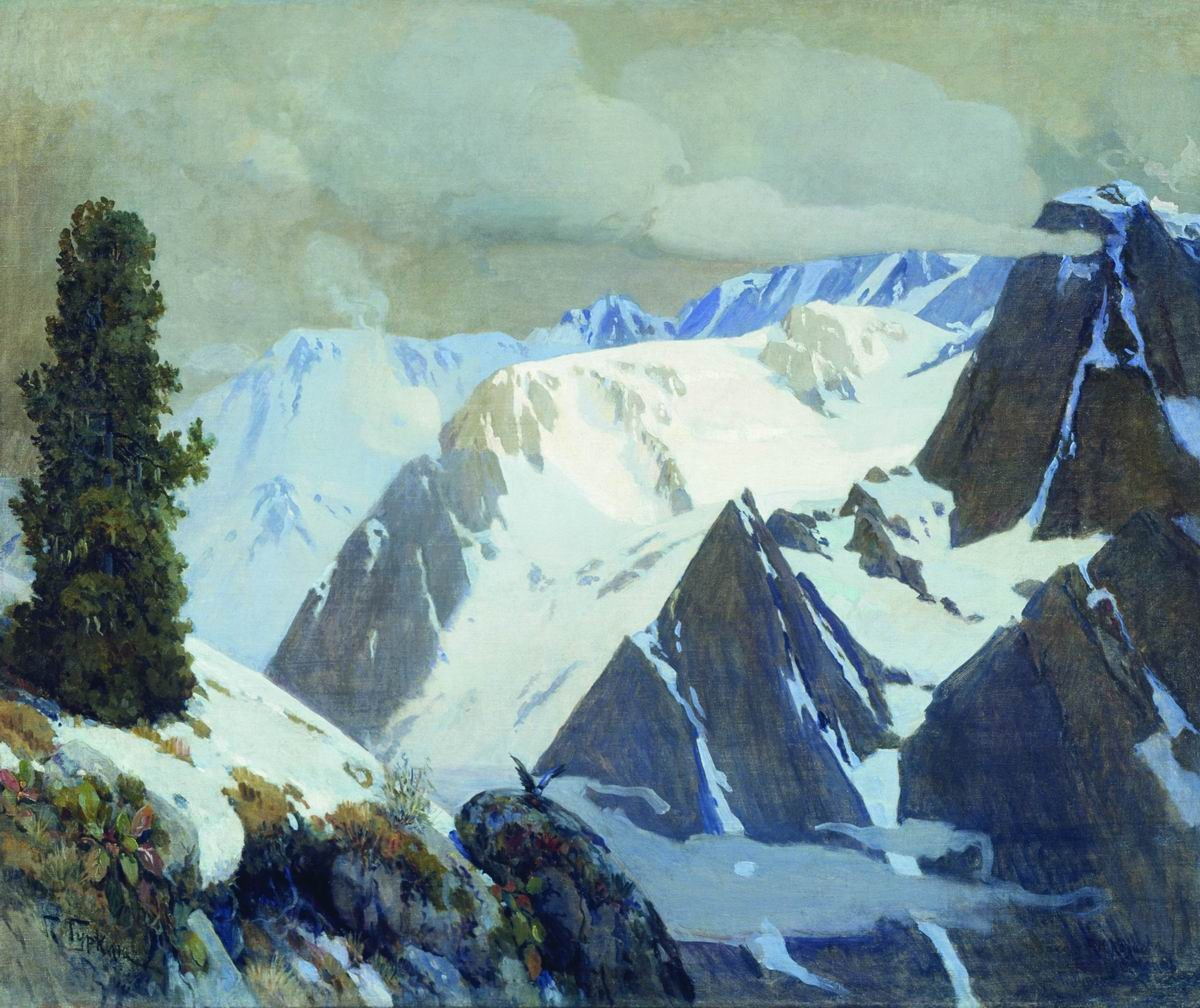
Григорій Гуркін, «Хан Алтай» (1912)

Бурханізмом цікавилася сім'я Реріхів та кола російських езотериків. Через контакти з цими колами національний рух алтайців 1917—1922 років увібрав у себе елементи ідей тогочасного російського містицизму. У дусі тодішнього утопізму художник, есер та бурханіст Григорій Чорос-Гуркін, який очолив автономний уряд Алтаю, мав у планах зведення нової столиці республіки під назвою Каракорум — на честь давньої столиці Монгольської імперії.

## Сучасність
Через радянські репресії жива традиція бурханізму не дійшла до часів лібералізації релігійного життя в Росії, а тексти, що стосувалися цієї релігії, також збереглися фрагментарно. Тим не менше, починаючи з часів перебудови почалося відродження національної алтайської релігійності — як бурханізму, так і шаманізму. Сучасний бурханізм займає у цілому м'якшу позицію щодо шаманства, ніж бурханізм початку ХХ століття. Частина сучасних бурханістів виступає за зближення бурханізму з буддизмом.